# Close Corporation (Namibia)
Die Close Corporation (CC) ist eine Unternehmensform in Namibia, eine der möglichen Rechtsformen für Gesellschaften und fast identisch mit den Vorgaben der, sich in der Auflösung befindlichen, Close Corporation in Südafrika. 
Sie ist als Anteilsgesellschaft mit geschlossenem Kreis der Anteilseigner zu sehen und ermöglicht für Kleinunternehmen eine einfach zu organisierende Unternehmensform, da unter anderem keine Wirtschaftsprüfung verlangt wird.
Als Körperschaft ist sie eine juristische Person. Sie kann nicht Tochtergesellschaft eines anderen Unternehmens, auch nicht einer anderen Close Corporation sein. 
Zur Gründung einer Close Corporation ist mindestens eine Person notwendig, nicht mehr als zehn Gesellschafter dürfen Eigentümer sein. Nur natürliche Personen sind als Gesellschafter zugelassen. Es besteht keine Bilanzierungspflicht und es erfolgt keine öffentliche Abschlussprüfung, doch muss namentlich ein Rechnungsführer benannt werden, der bestimmte Aufgaben im Rahmen des Gesetzes zu erfüllen hat. Die Registrierung erfolgt bei der Business Intellectual Property Authority (BIPA).
Das Steuerjahr ist frei zu wählen. Der Steuersatz liegt derzeit bei 32 Prozent (Stand Dezember 2015).